# 1006 (szám)
Az 1006 (római számmal: MVI) egy természetes szám.

## A szám a matematikában
A tízes számrendszerbeli 1006-os a kettes számrendszerben 1111101110, a nyolcas számrendszerben 1756, a tizenhatos számrendszerben 3EE alakban írható fel.
Az 1006 páros szám, összetett szám. Félprím. Kanonikus alakban a 21 · 5031 szorzattal, normálalakban az 1,006 · 103 szorzattal írható fel. Négy osztója van a természetes számok halmazán, ezek növekvő sorrendben: 1, 2, 503 és 1006.
Egyetlen szám, az 1634 valódiosztó-összegeként áll elő.

## Csillagászat
- 1006 Lagrangea kisbolygó